# Peter Ducke
Peter Ducke (Benešov nad Ploučnicí, 14 ottobre 1941) è un ex calciatore tedesco orientale, dal 1990 tedesco, di ruolo attaccante.
Fece parte della Nazionale di calcio della Germania Est.
Calciatore tra i più bravi e amati della Germania Est, ha passato tutta la sua carriera nelle file del Carl Zeiss Jena.

## Carriera
(Georg Buschner)
Giocatore nato a Benešov nad Ploučnicí, nei Monti Sudeti, giocò nel BSG Motor Schönenbeck fino al 1959, anno in cui passò al SC Motor Jena, la squadra più forte della città della Turingia. Ducke nella squadra ottenne lo status di "dilettante di stato" (non esisteva il professionismo nella Germania Est) e gli fu dato il lavoro di "apprendista saldatore".
Con l'FCC allenata dal mentore Georg Buschner, debuttò in DDR-Oberliga l'8 maggio 1960 contro l'SC Aufbau Magdeburgo (3-5). Inizialmente di ruolo centrattacco, retrocesse progressivamente a tre quarti di campo a causa di un grave infortunio alla gamba capitatogli nel 1966 durante un'amichevole a Città del Messico tra Germania Est e Cecoslovacchia.
Con il Carl Zeiss Jena, Ducke vinse tre campionati (1963, 1968, 1970), tre FDGB Pokal (1960, 1972, 1974) oltre a un titolo di capocannoniere nel 1963 e a un premio di Calciatore tedesco orientale dell'anno nel 1971.
Il 5 marzo 1970, fu involontariamente protagonista di uno scandalo scoppiato tra la sua squadra e l'Ajax, durante la partita di andata del terzo turno di Coppa delle Fiere giocata a Jena: a pochi minuti dalla fine della partita giocata in un campo zuppo di pioggia, Ducke, intervenendo in tackle su Wim Suurbier, fece svelare il perché la squadra della Germania Est giocasse così bene al contrario degli olandesi che scivolavano ripetutamente; il brutto intervento che causò un taglio di dieci centimetri al centrocampista dei lancieri, fece notare che gli scarpini di Ducke, così come quelli di altri giocatori del Carl Zeiss, erano provvisti di tacchetti chiodati, assolutamente non regolamentari. La partita fu comunque fatta terminare dal Signor Francescon di Padova con il risultato di 3-1.
La società olandese presentò poi un ricorso, che si rivelò inutile per il fatto che l'Ajax al ritorno si impose con un 5-1 che estromise dalla competizione la squadra avversaria.
Terminò la carriera nel 1977 dopo aver giocato 352 partite di DDR-Oberliga ed essere andato a segno 153 volte.

### Nazionale
Debuttò con la Germania Est il 30 ottobre 1960 contro la Finlandia (5-1). Nel 1972 vinse alle Olimpiadi di Monaco di Baviera la medaglia di bronzo, giocando tutte e sette le partite della rassegna. Nel 1974, a 32 anni, viene convocato dal Commissario tecnico Georg Buschner per partecipare al campionato del mondo 1974. Giocò due partite del primo turno, ma mancò la partita che proprio il giocatore definì "la partita più importante della mia vita": Germania Ovest contro Germania Est, vinta dai secondi grazie ad una rete di Jürgen Sparwasser.
Di quell'avvenimento Ducke dirà in seguito:
Terminò la carriera in nazionale nel 1975 dopo avere segnato 15 reti in 63 incontri, settimo primatista di presenze e nono di reti in nazionale.

## Palmarès

### Club
- FDGB Pokal: 3

1960, 1972, 1974
- DDR-Oberliga: 3

1963, 1968, 1970

### Nazionale
- Bronzo olimpico: 1

Monaco di Baviera 1972

### Individuale
- Calciatore tedesco orientale dell'anno: 1

1971